# Doelistenbeweging

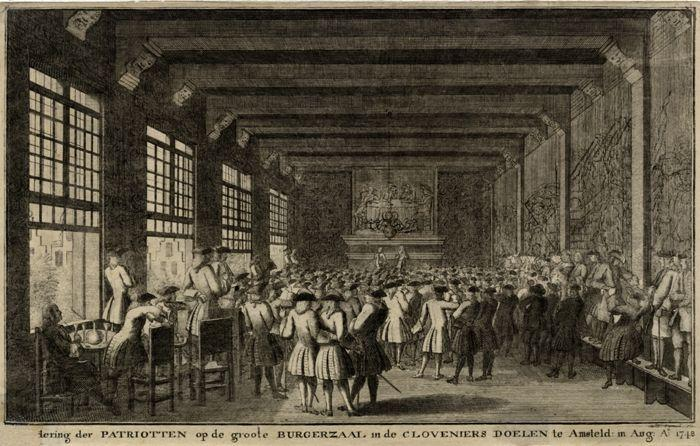
Vergadering der patriotten op de groote burgerzaal in de Cloveniers Doelen te Amsteld: in Aug: A° 1748.

De Doelisten waren een prinsgezinde burgerbeweging in Amsterdam, vernoemd naar haar vergaderlocatie op de Kloveniersdoelen (kortaf 'de Doelen'), die zich in de zomer van 1748 verzetten tegen de macht van de Amsterdamse burgemeesters.   

## Ontstaan van de burgerbeweging
De aanleiding van de burgerbeweging was een elf artikelen tellend rekest dat vlak na het Pachtersoproer de ronde deed onder de burgerwacht. Dit rekest, wat door historicus Pieter Geijl een 'doortastend democratisch programma' werd genoemd stond radicale hervormingen voor zoals het verkiezen van de vroedschappen en de bewindhebbers van de Oost- en West-Indische Compagnie door de burgerij.  
Via de correspondentie tussen de agent van de Engelse Koning Richard Wolters en de Rotterdamse koekbakker Laurens van der Meer vernam stadhouder Willem IV van de activiteiten van de Amsterdamse 'democraten'. Hij stuurde daarop Van der Meer om een beter idee te krijgen wat er gaande was binnen de hervormingsbeweging. In Amsterdam werd Van der Meer via de kantoorbediende Jacob de Huyser aan de leiders van de radicale beweging waaronder Jean Rousset de Missy, Hendrik van Gimnig en Andries Boekelman voorgesteld. Zij gaven te kennen aan Van der Meer dat zij de intentie hadden om de stadsregering op zijn kop te zetten, zonder daarin de stadhouder nodig te hebben. 
Op een later moment ontstond er opnieuw contact tussen Van der Meer en De Huyser. De Huyser nodigde Van der Meer opnieuw uit om naar Amsterdam te komen, waar zij gingen werken aan een alternatief rekest dat drie artikelen omvatte. Dit rekest kende veel gematigdere voorstellen, zij eisten in dit stuk de overdraging van de inkomsten van de posterijen aan het gewest, beëindiging van de vriendjespolitiek bij het vergeven van stadsposten, het herstel van de rechten en de privileges van de gilden en de verkiezing van de hoge officieren van de burgerwacht.

## Vergaderingen op de Kloveniersdoelen
Op 9 augustus vond de eerste openbare vergadering plaats op de Kloveniersdoelen. Zowel het radicale elf artikelen rekest als het gematigde drie artikelen rekest zouden deze middag worden gepresenteerd. In de eerste instantie namen de Doelisten de zaal het Rondeel in bezetting, maar de radicale Doelisten moesten vanwege de grote belangstelling uitwijken naar de Grote Burgerzaal waar op dat moment het letterkundig genootschap de Ridders van het Heelal aan het vergaderen was. Van Gimnig opende de vergadering in de Grote Burgerzaal met een vurige redevoering vol met verwijzingen naar een glorierijk verleden, de huidige van verval van de Republiek, de bezetting door de Fransen en de terugkeer van de stadhouder. Deze redevoering moest het publiek overtuigen om achter zijn elf artikelen rekest te gaan staan. Hij bood het rekest na afloop dan ook aan ter ondertekening waar naar verluidt honderden mensen gehoor aan gaven. Ondertussen was er een kleiner aantal Doelisten van gematigde huize achtergebleven in het Rondeel waar zij het drie artikelen rekest, opgesteld door de Huyser en Van der Meer bespraken. Toen De Huyser besloot hun rekest mee te nemen naar de Grote Burgerzaal kwamen hij en zijn gematigden naar verluidt niet boven het publiek uit.  
Het is pas nadat Van der Meer de porseleinverkoper Daniël Raap wist te rekruteren voor de gematigde zaak dat zij vaste voet aan de grond kregen. De charismatische Raap had al eerder een belangrijke bijdrage geleverd door zich in november bijvoorbeeld in te zetten voor het erfelijk maken van het stadhouderschap en het pleiten voor het stoppen van misbruiken bij het vergeven van de stadsambten. Hij wist op de vergadering op de Kloveniersdoelen van 10 augustus met zijn redevoering een goed deel van het publiek te overtuigen van zijn kritiek op het elf punten rekest en ze te overtuigen van het belang van het gematigde rekest. In de dagen die volgend reisde Raap op en neer naar Den Haag voor een onderhoud met het stadhouder en prinses Anna. Hij wist de steun van de stadhouder en vervolgens 52 van de schutterswijken achter zich te krijgen voor het drie artikelen rekest. Op 17 augustus werden Raap, De Huyser en Ellie Chatin ontboden op het stadhuis waar de burgemeesters het drie artikelen rekest in ontvangst namen. De burgemeesters vroegen de gematigde leiders in ruil voor het in overweging nemen van het drie artikelen rekest om de vergaderingen op de Kloveniersdoelen te stoppen. Raap en de zijnen beloofden hiervoor hun uiterste best te doen. Echter merkten Raap en zijn vrienden op dat ze het zich niet konden veroorloven om de radicalen te hard te onderdrukken met het risico dat ze de menigte tegen zich te krijgen. 
Op 21 augustus vernam men op de Kloveniersdoelen van het antwoord van de burgemeesters op het drie artikelen rekest. Op geen van de artikelen uit het rekest hebben de burgemeesters een toezegging gedaan om deze uit te voeren. Dit leverde veel woede op op de vergadering. Steeds meer geluiden gingen op om over te gaan tot gewelddadige actievoering en het afzetten van de stadsregering. Raap en de zijnen hadden de grootste moeite om de massa te bedwingen. Onder druk van de radicaliserende geluiden op de Kloveniersdoelen gingen de burgemeesters op 27 augustus akkoord met het drie artikelen rekest. De volgende dag ging ook de raad akkoord.   
Ondertussen wisten de gematigden op 26 augustus een toezegging te krijgen van de stadhouder om zich naar Amsterdam te begeven om orde op zaken te stellen. De radicalen zagen dit als een excuus om gecommitteerden (vertegenwoordigers) uit de burgerij te kiezen die de belangen van de burgerij bij de stadhouder moesten vertegenwoordigen. Hoewel veel gematigden enthousiast meededen aan de verkiezingen waren Raap en zijn gematigde bondgenoten fel tegen het verkiezen van gecommitteerden. Ondanks de tegenstand van Raap werden er in het merendeel van de 60 Amsterdamse schutterswijken gecommitteerden verkozen. Deze ontmoeten elkaar op hun vergaderlocatie in de herberg de Graaf van Holland.   
Op 29 augustus kwam Willem Bentinck van Rhoon naar Amsterdam om het stadhouderlijk bezoek voor te bereiden. Hij wist de concessies van Raap, Van Gimnig en de stadsregering te krijgen dat de stadhouder kon optreden als bemiddelaar en dat de besluiten die de stadhouder daaromtrent zou nemen zouden worden geaccepteerd door alle partijen. Daarnaast beloofden de Doelisten de rust in Amsterdam gedurende het bezoek van de stadhouder te bewaren. Van Gimnig en zijn gecommitteerden en daarnaast Raap met zijn bondgenoten stelden in de dagen daarna beide een rekest op om aan te bieden aan de stadhouder. 
Op 31 augustus werd er naar aanleiding van een anti-doelistisch rekest een grote solidariteitsdemonstratie in Amsterdam gehouden. Op verzoek van de gecommitteerdenvergadering werden de 'Bijltjes' - de bijnaam voor de scheepstimmerlieden van Amsterdam - gemobiliseerd om ongewapend de stad in te gaan, te zamen met burgers verkleed als bijltjes, om de ondertekening van het anti-doelistisch pamflet te dwarsbomen.

## Komst van de stadhouder
Op 2 september kwam stadhouder Willem IV aan in Amsterdam, een dag na zijn verjaardag; hij at op het stadhuis. Naar het schijnt zag de Burgemeester Corver de hele avond lijkbleek. De Doelisten waren verbolgen, dat er overleg plaatsvond met de burgemeesters en er geen schoenmaker was uitgenodigd. De prins overnachtte in het Oudezijds Heerenlogement en organiseerde de meeste dagen een groot diner. Volgens Bicker Raye was er geen kip of kapoen meer te krijgen.
In de dagen na zijn aankomst ontving de stadhouder deputaties van de betrokken partijen. Vanuit de Doelisten mochten er zes aansluiten vanuit de gecommitteerdenvergadering onder leiding van Van Gimnig en zes personen onder leiding van Raap. Deze zette de stadhouder onder druk om de burgemeesters en de vroedschap te ontslaan en te vervangen en een onafhankelijke krijgsraad in te stellen. Ondanks dat dit voor de stadhouder pijnlijke beslissingen waren wisten zij hem van de ontslag van de burgemeesters en de vroedschap te overtuigen. Op 5 september deelde de stadhouder mee aan de vier burgemeesters van Amsterdam Willem Sautijn, Jan Six, Gerrit Corver en H.H. van de Poll dat zij zouden worden ontslagen van hun functie. Ze werden opgevolgd door Cornelis Trip, Ferdinand van Collen, Gerard Aarnout Hasselaar en Willem Gideon Deutz. Op advies van Mattheus Lestevenon werden zeventien vroedschapsleden vervangen, negentien konden hun zetel behouden. Het werd een voorlopige regering tot 1 februari. Onder de nieuwelingen zaten twaalf kooplieden, die de handel moesten bevorderen. 
De kwestie met de burgerwacht was nog steeds niet goed geregeld. Het gerucht ging dat de prins twee kolonels door de regering wilde laten aanstellen en drie door de burgerij. De Doelisten wilden een krijgsraad, bestaande uit de hoogste officieren van de burgerwacht, die volstrekt onafhankelijk was van de stadsregering. Ze waren ontevreden en wilden de onderhandelaars uit het raam of in het water werpen. ’s Nachts stond een verbolgen menigte voor het Oudezijds Heerenlogement en eiste de prins te spreken. Een achttal werd toegelaten. Op 10 september zegde de stadhouder toe dat er een onafhankelijke krijgsraad mocht komen. In de schutterswijken werden driftig verkiezingen gehouden om de nieuwe officieren te benoemen. Echter ontstond er veel onrust in de wijken omtrent de keuze van de kapiteins. Zo was het onduidelijk hoe de kapiteins verkozen moesten worden en hadden sommige kapiteins banden met de nieuwe regering of woonden buiten de wijk. Ondanks de chaotische verkiezingen bevestigde de stadsregering op 13 september alle nieuw verkozen officieren van de burgerwacht.  
Op 14 september bood de nieuwe regering de prins een diner aan op het stadhuis. Er zijn toen nog vier nieuwe schepenen benoemd. Op zondag 15 september vertrok de prins - na de kerkdienst - naar ’s-Gravenhage. Vlak na zijn vertrek werd er in een proclamatie van de prins bekendgemaakt dat de net ingestelde onafhankelijke krijgsraad ongedaan zou worden gemaakt en dat de oude krijgsraad werd hersteld.

## Vervolg
Omdat er niet schoon schip was gemaakt en een aantal eisen niet waren gehonoreerd, was er veel ontevredenheid. De aanvankelijk bewondering voor de stadhouder, sloeg langzaam om in verachting. Bij de burgemeestersverkiezing in 1752 leden de prinsgezinden een nederlaag. Tegelijkertijd verenigden de oude en de nieuwe elite zich in een anti-orangistisch blok. De burgemeesters berichtten de regentes haar geen voordracht meer te zullen zenden voor het benoemen van twee burgemeesters en schepenen. Op 6 maart 1752 ondertekende een groot aantal Amsterdamse regenten de zogeheten Correspondentie of Pointen van Ordre. In dit nieuwe stelsel werd machtsmisbruik van de kant van burgemeesters of de stadhouder tegengegaan door anciënniteit: van de leden van de Correspondentie zouden allereerst de oudsten aan bod komen.